# Gewone marmerschelp
De gewone marmerschelp (Glycymeris glycymeris) is een tweekleppigensoort uit de familie Glycymerididae. De wetenschappelijke naam van de soort werd gepubliceerd in 1758 door Carl Linnaeus in de tiende editie van Systema naturae.

## Beschrijving
De schelp, die 6,5 cm lang wordt, is dikschalig en bijna cirkelvormig. De voorste scharnierlijn buigt steiler naar beneden dan de achterste. De schelp varieert in kleur en is bruin, geel of licht paarsrood van kleur. Het kan uniform gekleurd zijn, of het kan onregelmatige, concentrische zigzaglijnen vertonen op een crèmekleurige achtergrond. De opperhuid is donkerbruin en vormt een brede band rond de schaalrand; het is fluweelachtig van structuur. De binnenkant van de schaal is porseleinwit met oranjerood. Het oppervlak aan de binnenkant van de schelp heeft aan weerszijden van de snavel zes tot twaalf tanden.
Rechter en linker klep van hetzelfde exemplaar:

Rechter klep
Linker klep

## Verspreiding en leefgebied
De marmerschelp komt voor in de noordoostelijke Atlantische Oceaan, van Noorwegen tot Marokko, maar ook in de Middellandse Zee en de Noordzee. De soort komt ook voor in de wateren rond Madeira en de Canarische Eilanden, maar dringt ook door tot in de westelijke Oostzee.
De marmerschelp leeft ondiep begraven in fijn schelpengrind of zandige tot modderige zandgronden op een diepte van maximaal 100 meter, zelden dieper. De maximale verspreiding bedraagt circa 20 tot 50 meter; In dit dieptebereik komen ze vaak in grote aantallen voor. Individuele kleppen worden dan ook vaak in grote aantallen aangetroffen in de aanspoelzone langs de kust.
Hij voedt zich met fytoplankton, dat hij met zijn kieuwen uit het water filtert. De geslachten zijn gescheiden. De vrouwtjes aan de kust van Bretagne produceren rond april/mei en september/oktober (maar niet elk jaar!) relatief weinig dooierrijke eieren, die in het open water worden vrijgelaten en daar worden bevrucht. Deze ontwikkelt zich tot een veligerlarve, die metamorfoseert en overgaat naar het bodemleven.
Marmerschelpen worden gemiddeld 25 jaar oud. Individuele exemplaren kunnen echter meer dan 100 jaar leven.